# بندين (كورنوال)
بندين (بالإنجليزية: Pendeen)‏ هي قرية تقع في المملكة المتحدة في كورنوال.